# П'ять чеснот
П'ять постійних [чеснот] 五常 або П'ять природних характеристик 五性 у конфуціанстві: п'ятирічна модель, яка наводить головні позитивні якості людини у її стосунках із іншими.
- 仁 жень (людяність)
- 義 ї (справедливість)
- 禮 лі (декорум, ввічливість)
- 智 чжи (мудрість)
- 信 сінь (надійність, вірність)

У текстах доімперського періоду ці якості співвідносяться із П'ятьома фазами, а у деяких випадках (див. Wuxing (text)) також носять їх загальну назву.
П'ять чеснот стали частиною вислову конфуціанської ортодоксії, яка отримала назву «Три заснови та П'ять постійних [засад їх регулювання]», сань-ґан ву-чан 三綱五常, де п'ять чеснот було вживано для опису трьох категорій у суспільних відносинах: між монархом та підданим, батьком та сином, чоловіком та жінкою. 
Порідненою, але відмінною від останньої була система П'яти принципових [способів взаємодії] 五倫, що відокремлювали стосунки між батьками та дітьми 父子, монархом та підданими 君臣, чоловіками та жінками 夫婦, старшими та молодшими 長幼, а також між друзями 朋友 (згідно Мен-цзи).